# Big John Studd
John William Minton (19 de Fevereiro de 1948 - 20 de Março de 1995) foi um lutador de wrestling profissional estadunidense e ator, mais conhecido pelo seu ring name Big John Studd. Ele nasceu e viveu em Butler, Pensilvânia e morreu aos 47 anos em Burke, Virginia.

## Morte
Studd morreu após uma longa batalha contra um câncer no fígado e uma outra doença no mesmo lugar. Faleceu em 20 de Março de 1995. Seu filho, John Minton, Jr. introduziu-o no WWE Hall of Fame, em 2004.

## No wrestling
- Ataques
  - Backbreaker
  - Reverse bearhug
  - Airplane spin
  - Double arm suplex
  - Heart punch
  - Low-angle chokeslam
  - Piledriver
  - Gutwrench suplex

- Managers
  - Freddie Blassie
  - "The Franchise" Justin Lee
  - Bobby Heenan

## Títulos
- Championship Wrestling from Florida
  - NWA Florida Global Tag Team Championship (1 vez) - com Jimmy Garvin (Primeiro)

- European Wrestling Union
  - EWU World Super Heavyweight Championship (1 vez)

- Georgia Championship Wrestling
  - NWA National Tag Team Championship (1 vez) - com Super Destroyer

- Maple Leaf Wrestling
  - NWA Canadian Heavyweight Championship (Versão Toronto) (1 vez)

- Mid-Atlantic Championship Wrestling
  - NWA Mid-Atlantic Tag Team Championship (3 vezes) - com Ric Flair (1), Ken Patera (1) e Masked Superstar #1 (1)

- NWA Big Time Wrestling
  - NWA American Heavyweight Championship (1 vez)
  - NWA Texas Tag Team Championship (1 time) - com Bull Ramos

- NWA Mid-Pacific Promotions
  - NWA North American Heavyweight Championship (Versão Havaí) (1 vez) (Último)
  - NWA Hawaii Tag Team Championship (1 vez) - com Buddy Rose

- NWA Southern Championship Wrestling
  - NWA Tennessee Southern Heavyweight Championship (1 vez)

- World Championship Wrestling
  - WCW Hall da Fama (Classe de 1995)

- World Wrestling Association
  - WWA World Tag Team Championship (1 vez) - com Ox Baker

- World Wide Wrestling Federation
  - WWE Hall of Fame (Classe de 2004)
  - WWWF World Tag Team Championship (1 vez) - com Killer Kowalski
  - Vencedor do Royal Rumble 1989